# Anacea
Anacea (in greco antico: Ἀνακαία?, Anakáia) era un demo dell'Attica. Non si sa con esattezza dove fosse collocato, ma si pensa che si trovasse nella Triasia, forse vicino ad Eleusi, e potrebbe corrispondere alle attuali Mygdaleza o Hagios Giorgios, nella valle di Kundura.
Il demo trae la denominazione dalla festa omonima in onore di Castore e Polluce, oppure dall'Anaceo, il loro tempio. Entrambe le ipotesi, comunque, derivano da anakes, cioè "signori". Insieme alla festa per i Dioscuri, si celebrava nel demo l'Apollonia.